# Fabiano Caruana
Fabiano Luigi Caruana (rođen 30. srpnja 1992.) je američki šahist talijanskih korijena. Velemajstor je postao s 14 godina što ga čini najmlađim velemajstorem u povijesti Italije i SAD-a. Američki je reprezentativac. S najvišim rejtingom od 2844 boda, Caruana je treći najviše rangirani igrač u povijesti, tek iza Carlsena i Kasparova.
Rođen u Miamiju u obitelji talijanskih korijena, a odrastao u Brooklynu. Počeo je igrati šah s 5 godina te je ubrzo primjećen kao šahovsko čudo od djeteta. Igrao je za SAD-a do 2005. kada kreće igrati za Italiju. 2007. godine postaje velemajstor i osvaja talijansko šahovsko prvenstvo što mu je pošlo za rukom i 2008., 2010. i 2011. Osvojio je Sinquefield Cup 2014. godine s performansom 3103. Ponovo počinje igrati za SAD 2015.
Pobijedivši na FIDE Grand Prix 2014./15. turniru kvalificira se za Turnir kandidata za svjetskog prvaka koji završava na 2. mjestu iza Serhij Karjakin.
Pobjeđuje Turnir kandidata 2018. godine postajući prvi američki izazivač za naslov svjetskoga prvaka od Bobby Fischera.

## Šahovska početci
Njegov talent za šah otkriven je izvannastavnom šahovskom programu kada je imao 5 godina, iste godine igra prvi turnir u Polgar šahovskom centru u Queensu, u New Yorku.
Do dvanaeste godine, živio je i nastupao za SAD, povremeno putujući u Europu i Južnu Ameriku kako bi se natjecao u turnirima. Prvi šahovski trener, od 6. do 8. godine, mu je bio majstor Bruce Pandolfini.
Godine 2004., kao dvanaestogodišnjak, cijela obitelj se seli iz New Yorka u Madrid kako bi ostvario profesionalnu šahovsku karijeru. U to vrijeme je nastupao za Italiju i trener mu je bio međunarodni majstor Boris Zlotnik, 2007. godine sele se u Budimpeštu kako bi mogao trenirati s velemajstorom Aleksandrom Černinom. 2014. godine se sele u St. Louis, Missouri.

## Šahovska karijera

### 2007.
U srpnju osvaja turnir "Prva subota" u Budimpešti s rezultatom 7/9 te postaje velemajstor iste godine s 14 godina, 11 mjeseci i 20 dana oborivši prethodni rekord najmlađeg velemajstora SAD-a koji je postavio Hikaru Nakamura.
Pobjeđuje i na nacionalnom šahovskom prvenstvu Italije te postaji najmlađi šahist kojemu je to uspjelo.

### 2008.
U siječnju se po prvi puta natječe na Tata Steel šahovskom turniru u C sekciji gdje pobjeđuje s rezultatom 10/13. Nakon toga igra na Ruy Lopez šahovskom festivalu koji se sastojao od zatvorenog dijela turnira namijenjenog za igrače s naslovom i otvorenog rapid turnira. Zatvoreni dio turnira završava s 2½/7, a pobjeđuje o otvorenom rapid dijelu turnira 7½/9.
Igra i turnir u Francuskoj u Cap d'Agde gdje pobjeđuje susreće neka velika imena kao Maxime Vachier-Lagrave, Vasylj Ivančuk i Ivan Čeparinov. Kvalificirao se za četvrtine finala gdje je sparen s Karpovom. Igrale su se dvije partije od kojih je svaki pobijedio po jednu nakon čega je slijedio tie-break u kojemu su igrane partije od 15 minuta. Prve četiri partije su bile neriješene, a petu je pobijedio Karpov čime je Caruana izbačen s turnira.
U studenome natječe se na svojoj prvoj šahovskoj olimpijadi.
Krajem studenoga brani naslov prvaka Italije.

### 2009.
Pobijedivši prošle godine u C sekciji Tata Steel turnira, ove godine je pozvan na B sekciju koju je i osvojio ostavivši kao drugoplasiranoga Nigela Shorta. Ovime je postao jedini igrač koji je osvojio B i C sekciju u dvije godine za redom.
Natječe se i na Svjetskom šahovskom kupu 2009. održanom u Rusiji. Godinu završava s FIDE rejtingom 2675.

### 2010.
Osvaja talijansko nacionalno prvenstvo po treći put s rezultatom 9/11.

### 2011.
U siječnju ove godine na turniru Gibraltar Masters završava na 5. mjestu iza Ivančuka, Shorta, Külaotsa i Roiza. Krajem godine ponovno osvaja talijansko nacionalno prvenstvo po četvrti puta s rezultatom 10/11.

### 2012.
Početkom ove godine ponovno se natječe na Tata Steel turniru, ali ovaj puta u A sekciji gdje dijeli drugo mjesto s Magnusom Carlsenom iza pobjednika Levona Aroniana.
U srpnju se natječe na Tal Memorialu gdje završava drugi nakon tie-breaka s trećeplasiranim Radjabovim iza Carlsena.

### 2013.
Sudjeluje na FIDE Grand Prix turnirima, no ne kandidira se ove godine za Turnir kandidata za svjetskoga prvaka.

### 2014.
Igra na Tata Steel turniru te završava četvrti. Osim na Tata Steel sudjeluje i na niz drugih turnira kao što su: Norway Chess, Svjetsko prvenstvo u blitz šahu, FIDE Grand Prix seriji, Nanjing Pearl Spring tournament itd.

### 2015.
Sudjeluje i na 2015. Tata Steel turniru gdje završava 7. s rezultatom 7/13. Nastavlja se natjecati na Grand Prix seriji 2014./15. godine te osvaja jedan od turnira serije čime se kvalificira za Turnir kandidata za svjetskog šahavskog prvaka 2016. Sudjeluje i na Norway Chessu gjde završava 5. iza pobjednika Veselina Topalova.
U zadnjem kolu Grand Chess turneje, London Chess Classic igra svih 9 partija neriješeno, tj. završava s rezultatom +0-0=9.

### 2016.
Natječe se i ove godine na Tata Steel turniru gdje dijeli drugo mjesto iza svjetskoga prvaka Carlsena što ga dovodi na 3. mjesto FIDE rang ljestvice.
Sudjeluje na Turniru kandidata koje u zadnjoj odlučujućoj rundi gubi protiv Serhija Karjakina.
Sudjeluje i na 42. šahovskoj olimpijadi nastupivši za SAD. Na olimpijadi ekipa SAD-a osvaja zlatnu medalju dok Caruana osvaja brončanu medalju za prvu ploču.

### 2017.
Započinje godinu s rejtingom od 2827 što ga stavlja na drugo mjesto rang ljestvice. Tokom godine će pasti s prvoga mjesta neuspješno sudjelujući na turnirima: Grenke Chess Classic (2.), Norway Chess, Sinquefield kup, Svjetsko prvenstvo...
Osvojivši London Chess Classic kandidira se za Turnira kandidata 2018.

### 2018.
U siječnju 2018. završava na 11. mjestu na Tata Steel turniru, ali pobjeđuje na Turniru Kandidata 2018. što mu daje pravo na izazivanje Magnusa Carlsena na Svjetskome šahovskom prvenstvu za naslov svjetskoga prvaka. Na svjetskome prvenstvu u studenome iste godine nakon 12 neriješenih partija klasičnoga formata gubi u tie-breaku rezultatom 3-0.